# 土田芳子
土田芳子（日语：土田よしこ，1948年2月26日—2023年9月15日），日本漫畫家。

## 經歷
東京都武藏野市出身，吉祥女子高等學校畢業，曾在赤塚不二夫的工作室擔任助手。1968年作品〈ハレンチくん〉刊登於雜誌《小説ジュニア》夏季增刊號出道，漫畫風格以搞笑為主。
1973年開始在《週刊瑪格麗特》上連載《つる姫じゃ〜っ!》，本作於1975年榮獲第4屆日本漫畫家協會賞之優秀賞，1990年電視動畫化。